# 감가상각
감가상각(減價償却, depreciation)이란 토지를 제외한 고정 자산에 생기는 가치의 소모를 셈하는 회계상의 절차로, 시간의 흐름에 따른 유형자산의 가치 감소를 회계에 반영하는 것이다. 경제학적으로는 유형자산의 가치 감소를 의미하나, 회계학의 관점에서 감가상각이란 고정 자산의 가치 소모를 각 회계 연도에 할당하여 자산의 가격을 줄여 가는 것, 취득한 자산의 원가(취득원가)를 자산의 사용기간에 걸쳐 비용으로 배분하는 과정(allocation)을 의미한다.

## 감가상각 대상 자산
- 건물, 기계장치 등 유형자산이 감가상각 대상이다.
  - 예외 : 토지는 영구적으로 이용 가능하고, 건설중인 자산은 후에 건물로 전환된다. 따라서 이 두 종류의 자산에 대해서는 감가상각을 하지 않는다.
- 무형자산의 경우 감가상각이 아닌 상각(Amortization)이라고 한다.

## 감가상각 방식

### 정액법
정액법(定額法, Straight-line Depreciation)은 각 기간마다 일정액을 감가상각하는 방법으로, 간단하다는 장점 때문에 가장 많이 쓰이고 있다. 특히 건물의 경우에는 세법상 정액법으로 감가상각하는 것을 원칙으로 하고 있다.
- 공식

{\displaystyle {\mbox{D}}={{\mbox{Original Cost}}-{\mbox{Residual Value}} \over {\mbox{Useful Life of Asset}}(years)}}
D : 감가상각비
Original Cost : 취득가액
Residual Value : 잔존가치
Useful Life of Asset : 내용연수
- 예시

취득원가가 ₩5,000,000이고 10년간 사용 가능한 유형 자산의 경우는 다음과 같다. (잔존가치는 없다고 가정)
| 경과연수 | 감가상각비 | 감가상각누계액 | 가치      |
| -------- | ---------- | -------------- | --------- |
| 신규취득 | －         | －             | 5,000,000 |
| 1년      | 500,000    | 500,000        | 4,500,000 |
| 2년      | 500,000    | 1,000,000      | 4,000,000 |
| 3년      | 500,000    | 1,500,000      | 3,500,000 |
| 4년      | 500,000    | 2,000,000      | 3,000,000 |
| 5년      | 500,000    | 2,500,000      | 2,500,000 |
| 6년      | 500,000    | 3,000,000      | 2,000,000 |
| 7년      | 500,000    | 3,500,000      | 1,500,000 |
| 8년      | 500,000    | 4,000,000      | 1,000,000 |
| 9년      | 500,000    | 4,500,000      | 500,000   |
| 10년     | 500,000    | 5,000,000      | 0         |

### 정률법
정률법(定率法, Declining-Balance Method)은 자산의 기초 장부금액에서 일정 비율을 감가상각비로 산출하는 방법이다. 감가상각 첫 해에 가장 많은 상각비가 계산되지만, 점차 상각비가 감소하여 감가상각 마지막 해에는 가장 적은 감가상각비가 계산되는 특징이 있다.
- {\displaystyle D=({\mbox{Original Cost}}-{\mbox{Book Value at Beginning of Year}})\times {\mbox{Depreciation Rate}}}

D : 감가상각비
Original Cost : 취득가액
Book Value at Beginning of Year : 기초 자산 장부가액
Depreciation Rate : 상각 비율

### 생산량비례법
생산량비례법(生産量比例法, Units-of-Production Depreciation Method)은 자산의 이용정도를 고려하여 예상조업도나 예상생산량에 근거한 비율로 감가상각비를 계산하는 방법이다. 생산량비례법은 일반적인 유형자산보다 자연자원(광산, 유전 등)의 감모상각 방법에 적절하다.
- 공식

{\displaystyle D=({\mbox{Original Cost}}-{\mbox{Residual Value}})\times {\frac {\mbox{Units Produced of during the Year}}{\mbox{Total Units of Production}}}}
D : 감가상각비
Original Cost : 취득가액
Residual Value : 잔존가치
Units Produced of during the Year : 당기 실제 생산량
Total Units of Production : 추정 총 생산량

### 연수합계법
연수합계법(年數合計法, Sum-of-Years' Digits Method)은 취득원가에서 잔존가치를 뺀 금액을 해당 자산의 내용연수의 합계로 나눈 후 남은 내용연수로 곱하여 감가상각비를 산출하는 방식이다. 급수법이라고도 한다. 기간이 지날수록 감가상각비가 감소하는 특징이 있다.
- 공식

{\displaystyle D=({\mbox{Original Cost}}-{\mbox{Residual Value}})\times {\frac {N}{1+2+3+...+n}}}
D : 감가상각비
Original Cost : 취득가액
Residual Value : 잔존가치
n : 내용연수
N : 잔존 내용연수

## 감가상각 처리
결산시 가치 감소액을 계산 후 비용으로 처리한다. 이때 계정명은 ‘감가상각비’이다.
- 직접법 : 감가상각비 계상과 함께 해당 자산 계정의 대변에 직접 올린다.
- 간접법 : 해당 자산 계정의 대변에 직접 올리지 않고 대변에 계정별로 ‘감가상각누계액’이라는 특수계정을 설정한다. 취득원가를 알 수 있다는 장점이 있어 실무에서 많이 사용된다.

다음은 건물에 대한 10만원의 가치 감소를 직접법과 간접법으로 분개를 한 예이다.
| 구분   | 차변       | 차변    | 대변               | 대변    |
| ------ | ---------- | ------- | ------------------ | ------- |
| 직접법 | 감가상각비 | 100,000 | 건물               | 100,000 |
| 간접법 | 감가상각비 | 100,000 | 건물감가상각누계액 | 100,000 |
또한, 이 후의 계정 상태를 직접법과 간접법으로 비교해 보면 다음과 같다.
| 구분   | 감가상각비 | 감가상각비 | 건물      | 건물    | 건물감가상각누계액 | 건물감가상각누계액 |
| ------ | ---------- | ---------- | --------- | ------- | ------------------ | ------------------ |
| 직접법 | 100,000    |            | 1,000,000 | 100,000 | 계정 없음          | 계정 없음          |
| 간접법 | 100,000    |            | 1,000,000 |         |                    | 100,000            |

## 세법상 감가상각
세법에서는 특정 사업년도에 감가상각비를 많이 계상하여 소득금액을 조작하는 경우를 방지하기 위해 감가상각이 가능한 한도를 정해 놓고 그 이상은 손금(비용)으로 인정하지 않는다.

## 감가상각충당금
감가상각충당금(減價償却充當金)은 감가충당금계정(減價充當金計定)에 계상(計上)되는 금액이다. 감가충당금이라고도 한다. 회계학상 유형자산을 매입하기 위하여 지출된 금액은 그 자산의 사용기간에 걸쳐서 없어질 비용의 선급(先給)이라고 생각한다.
그러므로 매년 기업은 결산시마다 유형자산 취득가격의 일부를 적절한 방법으로 비용화(費用化)하는데 이러한 계산 과정이 감가상각이다.
무형자산의 상각은 보통 비용화부분. 즉 상각액(償却額)을 그때마다 장부가격에서 공제하는 직접법을 사용하고, 유형자산을 상각할 때는 그 취득 가격은 그대로 두고 상각액은 따로 계정(計定)을 만들어 누적해 간다. 이 계정이 감가충당금계정이며, 여기에 계상(計上)되는 금액을 감가충당금이라 한다. 이렇게 하여야 유형자산의 취득가격과 상각누계(償却累計)를 쉽게 알 수 있고, 미상각장부잔액(未償却帳簿殘額)도 알 수 있다. 유형자산의 종류가 많을 때는 건물감가충당금·기계감가충당금 등으로 구분하여 표시한다.
감가충당금은 일반적인 충당금처럼 결산할 때 그만큼 지출을 하지 않은 비용으로서 자산이 유보되어 있는 상태이기는 하나, 지출은 이미 되어 있기 때문에 불원간 지출하여야 할 금액은 표시하지 않는다. 즉, 감가충당금계정은 그 유형자산의 재취득을 위한 자금계정이 아니라, 단순히 이미 상각된 금액의 누계(累計)에 지나지 않는다.

## 같이 보기
- 애모티제이션 (회계)
- 비용
- 국제회계기준